# Меликян, Армен
Армен Меликян (арм. Արմեն Մելիքյան; род. 7 февраля 1996, Вагаршапат, Армавирская область) — армянский борец греко-римского стиля, участник Олимпийских игр 2020 года в Токио.

## Карьера
В ноябре 2019 года в Будапеште на чемпионате мира U23 стал победителем, одолев в финале киргиза Жоламана Шаршенбекова. В мае 2021 года на мировом квалификационном турнире на Олимпиаду в Токио, одолев в полуфинале представителя Южной Кореи Ханджае Чунга. На Олимпиаде на стадии 1/8 одолел иранца Алирезу Неджати, а в 1/4 финала уступил Ленуру Темирову, представляющего Украину.

## Достижения
- Чемпионат Европы среди юношей 2013 — ;
- Чемпионат Армении по греко-римской борьбе 2017 — ;
- Чемпионат мира по борьбе U23 2019 — ;
- Олимпийские игры 2020 — 8